# Ханнеган против Esquire
Ханнеган против «Esquire Inc.» — судебная тяжба между Почтовой службой США и журналом Esquire (мужской журнал, основанный в 1933 году и издающийся в США корпорацией Hearst Corporation).

## История
Художественные работы перуанского художника Альберто Варгаса — «Девушки Варгаса» — стали поводом для судебного иска американской почтовой службы против журнала Esquire, где эти работы печатались. Разбирательство длилось с 1943 по 1946 год: почтовое ведомство хотело добиться либо запрета подобных изображений на обложках журнала, либо перевода издания в другую, более дорогостоящую почтовую категорию рассылок.
Главный почтмейстер США Фрэнк Уокер (англ. Frank Comerford Walker) инициировал слушание в октябре 1943 года. В качестве свидетелей были вызваны многие известные деятели страны, среди которых были американский журналист Герни Менкен и священник Питер Маршалл. «Девушки Варгаса» и другие пинап-изображения, печатавшиеся в журнале, были признаны судом не нарушающими общественную мораль. Таким образом, Esquire победил в этом судебном разбирательстве.
Однако Фрэнк Уокер не согласился с таким решением и подал иск в Федеральный районный суд. Выездной судья Уитфилд Дэвидсон (англ. Whitfield Davidson) принял решение в пользу почтовой службы, однако журнал обратился в апелляционный суд США, где судья Турман Арнольд (англ. Thurman Arnold) отменил решение районного суда. Почтмейстер Фрэнк Уокер обжаловал дело в Верховном суде США, который в 1946 году вынес единогласное окончательное решение в пользу журнала Esquire.
В 2004 году Хью Хефнер, учредитель и главный редактор журнала Playboy, ранее работавший в журнале Esquire, писал:

Почтовое ведомство США попыталось разорить Esquire в 1940-е, отобрав у него разрешение на рассылку почтой второго класса. Особенно федералы возражали против карикатур и пинапов Альберто Варгаса. Esquire выиграл судебное дело, которое дошло до Верховного суда, но журнал на всякий случай отказался от карикатур.

Решение по данному делу имело важные социальные последствия для послевоенного американского общества. Пинап-изображения стали социально приемлемым культурным символом, тем самым стимулируя рост подобных и более откровенных фотографий в порнографических журналах США в 1950-е годы.